# Rolando Villazón
Pour les articles homonymes, voir Villazón (homonymie) et Mauléon.
Rolando Villazón Mauleón, né le 22 février 1972 à Mexico, est un chanteur d'opéra (ténor) franco-mexicain. Propulsé en haut de l'affiche après avoir chanté en 2005 dans La traviata de Verdi à Salzbourg avec Anna Netrebko, Rolando Villazón a occupé une place importante dans les rôles de ténor lyrique avant de connaître des difficultés vocales récurrentes qui l'ont conduit à se reconvertir en metteur en scène tout en assurant encore quelques récitals sur scène. Il a également pris la responsabilité de la semaine Mozart du festival de Salzbourg en 2019.

## Biographie

### Famille et formation
Rolando Villazón a des grands-parents paternels autrichiens et il aurait dû s'appeler Roth, mais il a reçu le nom de sa mère. Il grandit à Ciudad Satélite (es) dans la banlieue de Mexico. Pendant son enfance, il fréquente le collège allemand Alexander von Humboldt (de) de Mexico.
Il commence sa formation artistique à l'âge de 11 ans, en entrant à l’Académie des Arts Espacios. Après avoir été tenté un moment par la prêtrise, il décide de se consacrer à la musique qu'il découvre grâce au chanteur baryton Arturo Nieto qui lui fait découvrir le monde de l’opéra. En 1998, il est l'élève de Joan Sutherland au San Francisco Opera.
En 1999, il remporte le 2e prix du concours Operalia, ainsi que le prix du public et le prix de la zarzuela,.
En février 2003, il reçoit en France une victoire de la musique classique dans la catégorie « Révélation internationale de l’année ».

### Carrière
Rolando Villazon multiplie les engagements et les rôles à partir des années 2000. Il réalise sa prise de rôle en Don Carlo en 2003, à l'Opéra d'Amsterdam, sous la direction de Riccardo Chailly et dès 2004, Virgin Classics avec lequel il a signé un contrat d'exclusivité, lui offre son premier CD solo « Italian Opera Arias » à propos duquel un critique souligne « Un timbre tout de velours d’une rare beauté, une technique plus que solide, un souci continuel de nuancer, de colorer la voix ». En 2005 il fait ses débuts en Faust dans la mise en scène de David Pountney, à l'Opéra de Munich et sa présence scénique est largement soulignée comme l'un de ses atours essentiels « Le ténor mexicain, toujours déchaîné et survolté sur scène, fait un sort à la partition ». En octobre 2005, il se produit à l'Opéra Bastille à Paris puis fait ses débuts au Théâtre de la Monnaie dans la Bohème de Puccini. C'est dans la Traviata qu'il débute la même année au Metropolitan Opera de New York mais c'est au  festival de Salzbourg de 2005 où il interprète le rôle d'Alfredo aux côtés de la Violetta d'Anna Netrebko et de Thomas Hampson, sous la direction de Carlo Rizzi, qu'il remporte le plus grand succès. Cette production légendaire de Willy Decker sortira d'ailleurs en DVD.
En juillet 2006, Rolando Villazón participe à un concert, en Allemagne, aux côtés d'Anna Netrebko et du ténor Plácido Domingo.
En 2007, il forme un « couple vedette », dans Manon, successivement avec Anna Netrebko à Berlin puis avec Natalie Dessay à Barcelone.
Début 2007, il interprète le rôle d'Hoffmann dans Les Contes d'Hoffmann de Jacques Offenbach à l'opéra Bastille. Il montre ensuite de sérieuses difficultés vocales, en 2008 et 2009, soulignées lors de diverses performances dont Lucia di Lammermoor au Metropolitan Opera où il cède la place de la représentation retransmisse en live HD à Piotr Beczala, Don Carlo au Royal Opera House, Werther à l'Opéra Bastille où il doit annuler la première au profit d'une version baryton assurée par Ludovic Tézier.

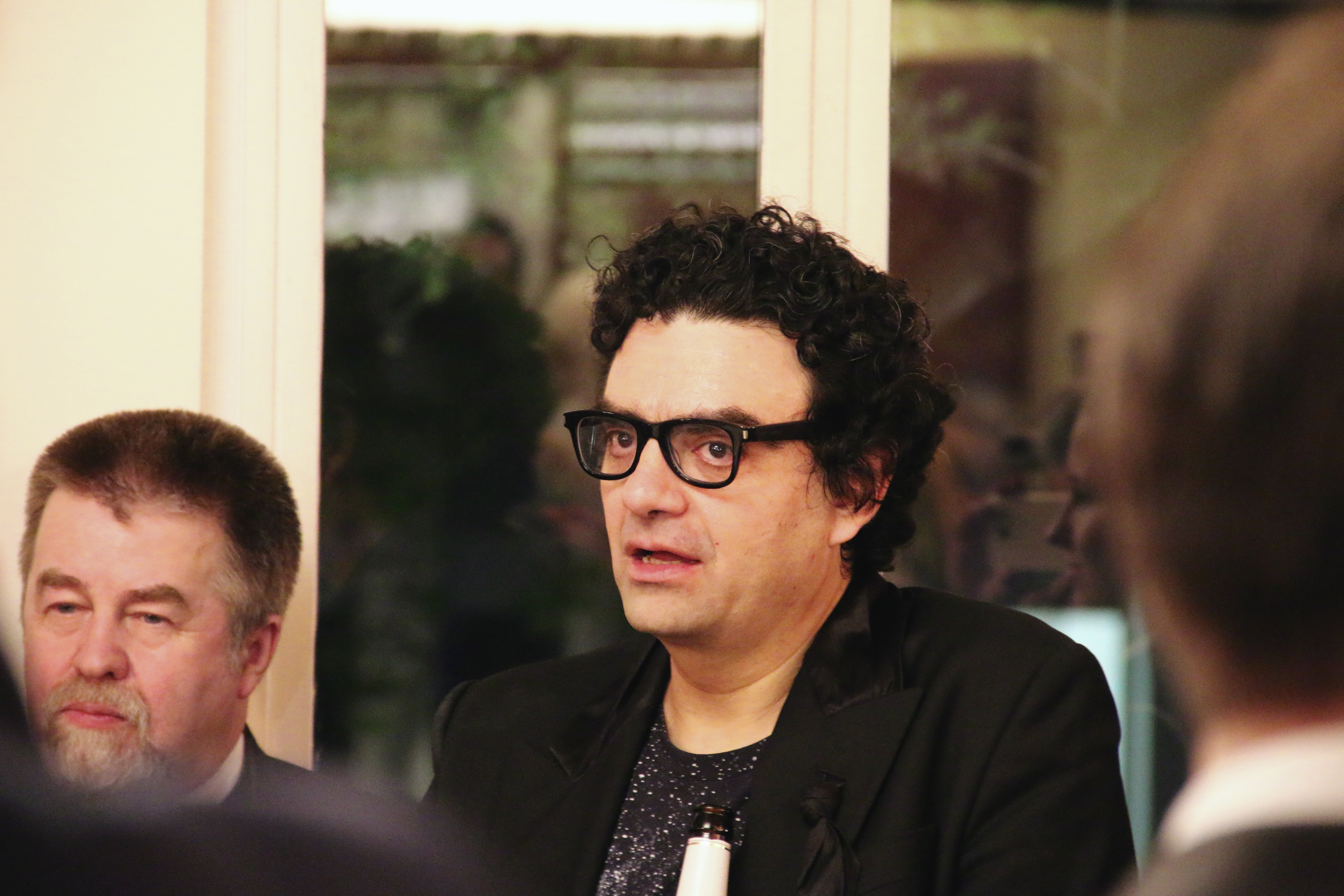
Rolando Villazón avec Davy Cunningham en 2017 pour la production de Don Pasquale à Düsseldorf.

Après une longue pause vocale, entamée à l’été 2007, Rolando Villazón retrouve la scène lyrique le 5 janvier 2008 dans le rôle de Werther à Vienne. Une opération chirurgicale s'avère cependant rapidement nécessaire pour extraire un kyste sur les cordes vocales, si bien qu'il est à nouveau contraint d’annuler ses engagements après quelques mois, pour une reprise au cours du mois de mars 2010.
Son récital discographique Cielo e mar paraît chez Deutsche Grammophon en 2008. Durant la saison 2010-2011, il fait le tour de l'Europe avec des concerts de chansons mexicaines.
Il effectue en 2011 des débuts de metteur en scène très critiqués, avec Werther de Jules Massenet à l'opéra national de Lyon, avant de trouver un succès public et critique lors du festival de Pentecôte 2015, à Baden-Baden, avec La traviata dont le rôle-titre est interprété par Olga Peretyatko. Ce sera progressivement son emploi essentiel, même s'il aborde quelques rôles mozartiens tels que Tito dans la Clémence de Titus en 2017, Papageno (baryton) dans la Flûte enchantée à Baden Baden en 2018, où à chaque fois, malgré les enregistrements assurés par Deutsche Gramophon, ses problèmes vocaux sont soulignés « Le public de Baden-Baden a toujours été bienveillant à son égard et l’engagement est comme toujours total mais la voix ne suit plus et l’effort est constant ». Il se produit également dans un opéra contemporain South Pole du jeune compositeur tchèque Miroslav Srnka à l'Opéra de Munich en février 2016, où ses difficultés vocales sont à nouveau soulignées puis, pour ses débuts wagnériens, en Loge dans L'Or du Rhin mise en scène par Dmitri Tcherniakov au Staatsoper de Berlin en octobre 2022.
Il rejoint un temps les équipes de Radio Classique le 26 août 2019 pour y animer une émission quotidienne Rolando Solo du lundi au vendredi de 17 à 18 h, présente une émission intitulée « les stars de demain » sur Arte et devient le directeur de la Semaine Mozart au Festival de Salzbourg en 2019.

## Discographie

### Intégrales d'opéras

#### CD
- Gounod, Romeo y Julietta, Orquesta Sinfónica del Principado de Asturias, dir. Reynald Giovaninetti, Radio Televisión Española
- Wagner, Der Fliegende Holländer, Staatskapelle Berlin, dir. Daniel Barenboim, Teldec
- Berlioz, La Révolution grecque, Orchestre du Capitole de Toulouse, dir. Michel Plasson, EMI
- Wagner, Tristan et Isolde, Orchestra of the Royal Opera House, Covent Garden, dir. Antonio Pappano, EMI
- Verdi, La Traviata, Wiener Philharmoniker, dir. Carlo Rizzi, DG
- Monteverdi, Combattimento, Le Concert d'Astrée, dir. Emmanuelle Haïm, Virgin Classics (2006)
- Vivaldi, Ercole sul Termodonte, Patrizia Ciofi, Joyce DiDonato, Diana Damrau, Vivica Genaux, Philippe Jaroussky, Topi Lehtipuu, Europa Galante, dir. Fabio Biondi. Virgin Classics (2010)

#### DVD
- Donizetti, L'elisir d'amore, Anna Netrebko, Orchester der Wiener Staatsoper, dir. Alfred Eschwé, Virgin Classics (2006)
- Donizetti, L'elisir d'amore, Maria Bayo, Orquesta Sinfónica del Gran Teatre del Liceu, dir. Daniele Callegari, Virgin Classics (2010)
- Gounod, Roméo et Juliette, Nino Machaidze, Mozarteum Orchester Salzburg, dir. Yannick Nézet-Séguin, Deutsche Grammophon (2008)
- Massenet, Manon, Natalie Dessay, Orquesta Sinfónica del Gran Teatre del Liceu, dir. Victor Pablo Pérez, Virgin Classics (2007)
- Massenet, Manon, Anna Netrebko, Staatskapelle Berlin, dir. Daniel Barenboim, Deutsche Grammophon (2007)
- Puccini, La Bohème, Wiener Symphoniker, dir. Ulf Schirmer, Capriccio
- Verdi, Don Carlo, Royal Concertgebouw Orchestra, dir. Riccardo Chailly, Opus Arte
- Verdi, Don Carlo, Orchestra of the Royal Opera House, dir. Antonio Pappano, EMI Classics (2010)
- Verdi, La traviata, Wiener Philharmoniker, dir. Carlo Rizzi, DG
- Verdi, La traviata, Los Angeles Opera Orchestra, dir. James Conlon, Decca

### Récitals

#### CD
- Airs d'opéras italiens, Münchner Rundfunkorchester, dir. Marcello Viotti, Virgin Classics (2004)
- Airs d'opéras de Gounod et Massenet, Orchestre Philharmonique de Radio France, dir. Evelino Pidò, Virgin Classics (2005)
- Opéra Recital, Münchner Rundfunkorchester, dir. Michel Plasson, Virgin Classics (2006)
- Gitano, Orquesta de la Comunidad de Madrid, dir. Plácido Domingo, Virgin Classics (2007)
- Duets, Dresden Staatskapelle, dir. Nicola Luisotti, DG
- Viva Villazón (Best of), divers orchestres, divers chefs, Vigin Classics (2007)

#### DVD
- The Berlin Concert, Orchester der Deutschen Oper Berlin, dir. Marco Armiliato, Deutsche Grammophon

### Autres
- Lamenti, Le Concert d'Astrée, dir. Emmanuelle Haïm, Virgin Classics (2008)
- Verdi, Requiem, Pape, Harteros, Ganassi, Orchestra dell'Academia Nazionale di Santa Cecilia, dir. Antonio Pappano, EMI Classics (2009)
- Merry Christmas (Joyeux Noël), B.O.F., London Symphony Orchestra, Virgin Classics

## Honneur
L'astéroïde (56170) Rolandovillazón est nommé en son honneur.